# João da Silva Retumba
João da Silva Retumba (1º de novembro de 1857 — 13 de julho de 1899) foi um político brasileiro. Exerceu o mandato de deputado federal constituinte pela Paraíba em 1891.